# Цапело
Цапело (итал. Zappello) јесте насеље у Италији у округу Кремона, региону Ломбардија.
Према процени из 2011. у насељу је живело 558 становника. Насеље се налази на надморској висини од 76 м.